# Ali Zaoua, prince de la rue
Ali Zaoua, prince de la rue película dirigida por Nabil Ayouch en el año 2000. Coproducción entre Marruecos, Francia y Bélgica.

## Argumento
Ali, Kwita, Omar y Boubker son niños de la calle. Desde que abandonaron a Dib y su pandilla han estado viviendo en el puerto, pero Ali quiere ir más allá: quiere convertirse en marinero y viajar por el mundo. Pero muy pronto, durante una confrontación con la pandilla de Dib, Ali es asesinado. Una vez devuelto el cuerpo al puerto podrían haberse olvidado de él y abandonarlo, pero deciden enterrarlo como un príncipe. Los tres chicos se embarcan en una serie de encuentros que les permiten reconstruir el sueño de su amigo, encontrar la isla de los dos soles de la que tanto hablaba Ali. Gradualmente este sueño se convierte en su objetivo, en su razón de vivir.

## Premios
Algunos premios obtenidos por la película:
- 2000 - Stockholm Film Festival Bronze Horse
- 2000 - Amiens International Film Festival
- 2001 - Cologne Mediterranean Film Festival